# بورگونی
بورگونْی با تلفظ [buʁɡɔɲ] (به فرانسوی: Bourgogne) یکی از ناحیه‌های کشور فرانسه است. مرکز این ناحیه، شهر دیژون است.

## پیشینه
از دوران نوسنگی مردمانی در این منطقه زیسته‌اند و پس از آن هم تیره‌هایی از گُل‌ها، گُل‌های رومی، و تیره‌های گوناگونی از ژرمن‌ها و از همه مهم‌تر بورگوندی‌ها و فرانک‌ها در درازای تاریخ در آن زیسته‌اند. بورگوندی‌ها نام خویش را بر این سرزمین گذاردند.

بورگون‌ها یکی از تیره‌های ژرمن بودند که پس از فروپاشی امپراتوری روم غربی به این سرزمین آمدند. در ۴۱۱ ترسایی آنان از رود راین گذشتند و در ورمز پادشاهی بورگوندی را پایه گذاشت. در میانه زدوخوردهای میان رومیان و هون‌ها بورگون‌ها سرزمینی را به چنگ آوردند، که امروزه در مرز میان سه کشور سوئیس، ایتالیا و فرانسه است. در ۵۳۴ فرانک‌ها گودومار واپسین شاه بورگوندی را شکست دادند و این سرزمین را در خاک در حال گسترش خود حل کردند.
پیدایش بورگونی کنونی به فروپاشی امپراتوری فرانک بازمی‌گردد. از سال ۸۸۰ سه بورگوندی در تاریخ داریم:
پادشاهی بورگونی بالا در کنار دریاچه ژنو - پادشاهی بورگونی پایین در پروانس - دوک‌نشین بورگونی در فرانسه
دو پادشاهی بورگونی در ۹۳۷ میلادی به هم پیوستند ولی در در ۱۰۳۲, کنراد دوم، امپراتور مقدس روم این سرزمین را به خاک خویش الحاق کرد. حال آن که دوک‌نشین بورگوندی از ۱۰۰۴ به فرانسه پیوسته بود.
در سده‌های میانه در بورگونی کلیساها و صومعه‌های بسیاری ساخته شد.
در زمان جنگ‌های صدساله، ژان دوم پادشاه فرانسه این دوک‌نشین را به پسرش سپرد، البته پیش از آن که او را وارث تاج و تخت خود بخواند. دوک‌های بورگونی در آن زمان توانسته بودند، از راه پیوند زناشویی امپراتوریی از سوئیس تا دریای سیاه به راه بیندازند. این امپراتوری در برگیرنده زمین‌دارانی بود که هم از فرانسه و هم از امپراتوری ژرمن‌ها هواخواهی می‌کردند. این سرزمین اقتصادی حیاتی سرزمین‌های پستی را چون فلاندر و برابان در بر می‌گرفت. دیژون پایتخت این سرزمین بی‌شک از دید فرهنگی و اقتصادی بسیار پربار بود.
در پایان سده پانزدهم و آغاز سده شانزدهم میلادی پس از پیمان زناشویی ماکسمیلیان یکم امپراتور مقدس روم با دودمان هابسبورگ، این دودمان بسیار نیرومند شد. در ۱۴۷۷ واپسین دوک بورگونی شارل بی‌باک در جنگ با فرانسه کشته شد و این سرزمین به خاک فرانسه الحاق گردید. دختر او ماری و همسرش ماکسیمیلیان پایتخت خویش را به بروکسل بردند و بر بازمانده امپراتوری فرمان راندند.
در سده پانزدهم میلادی جنگ‌های بورگوندی درگرفت.

## جمعیت
جمعیت این ناحیه بنا به آمار سال ۲۰۰۶ میلادی، ۱٬۶۲۸٬۸۳۷ نفر بوده‌است.

## تقسیمات کشوری

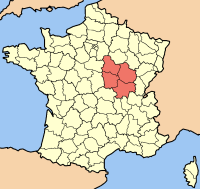
منطقه بورگونی در فرانسه

این ناحیه از ۴ شهرستان و ۱۵ بخش و ۲۰۴۵ َشهرداری تشکیل یافته‌است.
شهرستانهای این ناحیه عبارتند از:
- Côte-d'Or
- Nièvre
- Saône-et-Loire
- Yonne

مراکز شهرستان‌های این ناحیه عبارتند از:
- دیژون
- Nevers
- Mâcon
- اوسر Auxerre

## بادهٔ بورگونی
سرزمین بورگونی شرابهای نامداری را به نام همین سرزمین فراوری می‌کند. شایان گفتن است که بهترین باده‌ها در کوت دور به عمل می‌آیند.
مراکز باده‌سازی بورگونی اینهایند: بوژوله، شابلی و ماکون.

## گیتاشناسی
بلندترین بخش این سرزمین به بلندای ۹۰۱ متر هوت فولن در موروان می‌باشد.
کانال بورگونی دو رود یون و سون را به هم می‌پیوندد. همچنین این کانال اجازه کشتیرانی را از شمال تا جنوب فرانسه را می‌دهد. دیژون مهم‌ترین شهر در طول کانال دارای بندری برای کرجیهای تفریحی است.

## فرهنگ
نامدارترین خوراکی‌ها در بورگونْی جوجهٔ پخته‌شده با می و بوف بورگونی Bœuf Bourguignon است. مردم بومی بورگونْی به زبان بورگوندی تکلم می‌کنند؛ هرچند این زبان تحت نفوذ زبان فرانسه رو به نابودی است.

## چند نکته
- ژان دارک در سال ۱۴۳۰ بر بورگونی چیره شد.
- سازنده برج ایفل، گوستاو ایفل در دیژون زاده شد.
- در دیژون یک موزه خردل به نام لو موزه دو موتارد (Le Musée de Moutarde) یا موزهٔ خردل برپاست. خردل دیژون با انگور و سرکه‌ای که در همین شهر فرآوری می‌شود معروفیت دارد.